# White Room
White Room is een nummer  van de Britse rockband Cream. Het nummer werd geschreven door bassist Jack Bruce en dichter Pete Brown die de psychedelische tekst leverde. De zang is van Jack Bruce, het gitaarspel van Eric Clapton en op drums speelde Ginger Baker. Het was het openingsnummer van de dubbel-LP Wheels of Fire uit 1968 en werd in september dat jaar op single uitgebracht.

## Hitnoteringen
De plaat bereikte de top-30 in zeven landen. In Australië stond de plaat in januari 1969 drie weken lang op nummer 1 in de nationale Go-Set Top 40. Ook in Maleisië werd het een nummer 1.
In Nederland stond de plaat elf weken genoteerd in de Nederlandse Top 40 op Radio Veronica met een 4e positie als hoogste notering. Op de publieke popzender Hilversum 3 bereikte de plaat in de voorloper van de Hilversum 3 Top 30, de Parool Top 20, de 2e positie.
In België bereikte de plaat de 14e positie in de voorloper van de Vlaamse Ultratop 50 en de 44e positie in Wallonië.
In de Verenigde Staten piekte "White Room" op de 6e positie in de Billboard Hot 100.
Sinds de allereerste editie van december 1999 staat de plaat onafgebroken genoteerd in de jaarlijkse NPO Radio 2 Top 2000 van de Nederlandse publieke radiozender NPO Radio 2, met als hoogste notering de 175e positie in 2000.

### NPO Radio 2 Top 2000
| Nummer met noteringen in de NPO Radio 2 Top 2000 | '99 | '00 | '01 | '02 | '03 | '04 | '05 | '06 | '07 | '08 | '09 | '10 | '11 | '12 | '13 | '14 | '15 | '16 | '17 | '18 | '19 | '20 | '21 | '22 | '23 | '24 |
| ------------------------------------------------ | --- | --- | --- | --- | --- | --- | --- | --- | --- | --- | --- | --- | --- | --- | --- | --- | --- | --- | --- | --- | --- | --- | --- | --- | --- | --- |
| White Room                                       | 259 | 175 | 438 | 301 | 293 | 308 | 297 | 564 | 499 | 398 | 474 | 551 | 504 | 533 | 569 | 415 | 640 | 545 | 623 | 726 | 553 | 666 | 641 | 850 | 865 | 935 |

1. ↑  Een vetgedrukt getal geeft de hoogste notering aan.

## Covers
"White Room" is gecoverd door diverse groepen en artiesten in uiteenlopende genres, waaronder:
- Hugh Cornwell (The Stranglers) & Robert Williams (Captain Beefheart) als single van het album 'Nosferatu' (1979);
- de heavy metalgroep Helloween op het album Metal Jukebox;
- acteur en zanger Joel Grey op het verzamelalbum Golden Throats: The Great Celebrity Sing Off;
- Sheryl Crow samen met Eric Clapton op haar album Live from Central Park;
- The Guess Who op de CD Let's Go (2005) met opnamen uit de jaren 1960 voor het Canadese tv-programma "Let's Go";
- Pat Travers op zijn album P.T. Power Trio.
- Wim Van Gennip en Karim Lequenne brachten een aangepaste versie tijdens de eerste Battle-aflevering van The Voice van Vlaanderen, seizoen 2019.[6][7]